# Georg Du Bois
Georg Du Bois (* 15. Januar 1874 in Le Locle; † 1947) war ein Schweizer Manager der deutschen metallurgischen und chemischen Industrie.

## Leben
Georg Du Bois kam zum Studium nach Deutschland. Zunächst studierte er Bergbau an der Bergakademie Freiberg. Dort wurde er Mitglied des Corps Teutonia. Als Bergingenieur ging er 1902 an die Universität Rostock, wo er zum Dr. phil. promoviert wurde. Nach dem Studium wurde er 1905 Mitglied des Vorstands der Deutsche Gold- und Silber-Scheideanstalt vormals Roessler AG, dem er bis 1932 angehörte.
Du Bois war seit 1922 Mitglied des Aufsichtsrats der Metallbank und Metallurgischen Gesellschaft AG und seit 1927 der Metallgesellschaft AG. Er war weiterhin Vorsitzender des Aufsichtsrats der Chemischen Fabrik Wesseling AG und gehörte den Aufsichtsräten der Holzverkohlungsindustrie AG in Konstanz, der Bank für Keramische Industrie AG und der Allgemeinen Revisions- und Verwaltungs-AG in Frankfurt an. Er lebte in Frankfurt am Main, wo er Schweizer Konsul war.

## Auszeichnungen
- Verleihung der Ehrendoktorwürde eines Dr. phil. nat. E. h.
- Ehrenmitglied des Physikalischen Vereins